# گردن کلاه
گردن کلاه، روستایی از توابع بخش دشمن‌زیاری شهرستان ممسنی در استان فارس ، ایران است.

## جمعیت
این روستا در دهستان مشایخ قرار دارد و براساس سرشماری مرکز آمار ایران در سال ۱۳۹۵، جمعیت آن ۱۶ نفر بوده‌است.